# Скотт Бут
Скотт Бут (англ. Scott Booth, нар. 16 грудня 1971, Абердин) — колишній шотландський футболіст, нападник.
Насамперед відомий виступами за «Абердин» та «Твенте», а також національну збірну Шотландії.

## Клубна кар'єра
У дорослому футболі дебютував 1988 року виступами за «Абердин», в якому провів дев'ять сезонів, взявши участь у 164 матчах чемпіонату.
Згодом, з 1997 по 1999 рік грав у складі «Боруссії» (Дортмунд), проте не зміг пробитися до основи німецького клубу і був змушений грати на правах оренди за нідерландські «Утрехт» та «Вітесс».
Своєю грою в оренді привернув увагу представників тренерського штабу «Твенте», до складу якого Скотт приєднався 1999 року. Відіграв за команду з Енсхеде наступні чотири сезони своєї ігрової кар'єри. Більшість часу, проведеного у складі «Твенте», був основним гравцем атакувальної ланки команди.
Завершив професійну ігрову кар'єру у «Абердин»і, в складі якого розпочинав професійну ігрову кар'єру. Вдруге Бут прийшов до команди 2003 року і захищав її кольори до припинення виступів на професійному рівні у 2004 році.

## Виступи за збірну
1993 року дебютував в офіційних матчах у складі національної збірної Шотландії. Протягом кар'єри у національній команді, яка тривала 9 років, провів у формі головної команди країни лише 22 матчі, забивши 6 голів.
У складі збірної був учасником чемпіонату Європи 1996 року в Англії та чемпіонату світу 1998 року у Франції.

## Титули і досягнення
- Володар Кубка Шотландії (1):

«Абердин»: 1989-90
- Володар Кубка шотландської ліги (1):

«Абердин»: 1989-90
- Володар Міжконтинентального кубка (1):

«Боруссія» (Дортмунд): 1997
- Володар Кубка Нідерландів (1):

«Твенте»: 2000-01